# Rhys Thornbury
Rhys Thornbury (Viveash, 15 januari 1990) is een Nieuw-Zeelands voormalig skeletonracer.

## Carrière
Thornbury maakte zijn wereldbekerdebuut in het seizoen 2014/15 en hij zou vier jaar actief blijven in de wereldbeker. Zijn beste resultaat is 12e in het seizoen 2016/17.
Hij nam deel aan het wereldkampioenschap 2015, 2016 en 2017; met als beste resultaat een 11e plaats in 2017. Hij nam in 2018 deel aan de Olympische Winterspelen waar hij 14e werd.
Rhys kondigde in oktober 2018 zijn afscheid aan van skeleton.

## Resultaten

### Olympische Spelen
| Jaar | Plaats      | Resultaat |
| ---- | ----------- | --------- |
| 2018 | Pyeongchang | 14e       |

### Wereldkampioenschappen
| Jaar | Plaats     | Resultaat |
| ---- | ---------- | --------- |
| 2015 | Winterberg | 31e       |
| 2016 | Igls       | 24e       |
| 2017 | Königssee  | 11e       |

### Wereldbeker
Eindklasseringen
| Seizoen   | Rang |
| --------- | ---- |
| 2014/2015 | 31e  |
| 2015/2016 | 24e  |
| 2016/2017 | 12e  |
| 2017/2018 | 14e  |